# コリオバクテリウム属
コリオバクテリウム属（コリオバクテリウムぞく、Coriobacterium）は真正細菌の放線菌門コリオバクテリウム綱コリオバクテリウム目コリオバクテリウム科に属する属の一つである。
この属の菌種は非運動性、非胞子形成性のグラム陽性桿菌である。コバネアカホシカメムシ（Pyrrhocoris apterus）の食道に生息している。
2023年現在、コリオバクテリウム・グロメランス（Coriobacterium glomerans）のみが知られている。